# Bertazzoni
Bertazzoni S.p.A. — итальянский производитель бытовой техники, базирующийся в Гуасталле. Основанная в 1882 году Франческо Бертаццони, компания с тех пор возглавляется пятью поколениями семьи Бертаццони. Первоначально компания производила дровяные печи, производство которых было прекращено в 1980-х годах. Компания начала производить газовые плиты в 1956 году, электрические плиты — в 1975 году, а индукционные варочные панели — в 2005 году.
Бытовая техника Bertazzoni основана на дизайне и цветах, вдохновленных автомобильной промышленностью Италии. Помимо духовых шкафов и варочных панелей, компания также продает холодильники, посудомоечные машины и ряд других кухонных приборов. Компания продает свою продукцию более чем в 60 странах, включая Австралию, Канаду, Италию, Филиппины и США.
Компания Bertazzoni была основана Франческо Бертаццони в 1882 году в Гуасталле, Италия. Компанией руководило несколько поколений семьи Бертаццони, сын Франческо, Антонио Бертаццони, сменил его в начале 20-го века, а затем Наполеоне Бертаццони.  Компания открыла свою первую фабрику в 1909 году, строительство частично финансировалось женой Наполеона, Анжелой Бонфанти, дочерью богатого сыровара из Новеллера.

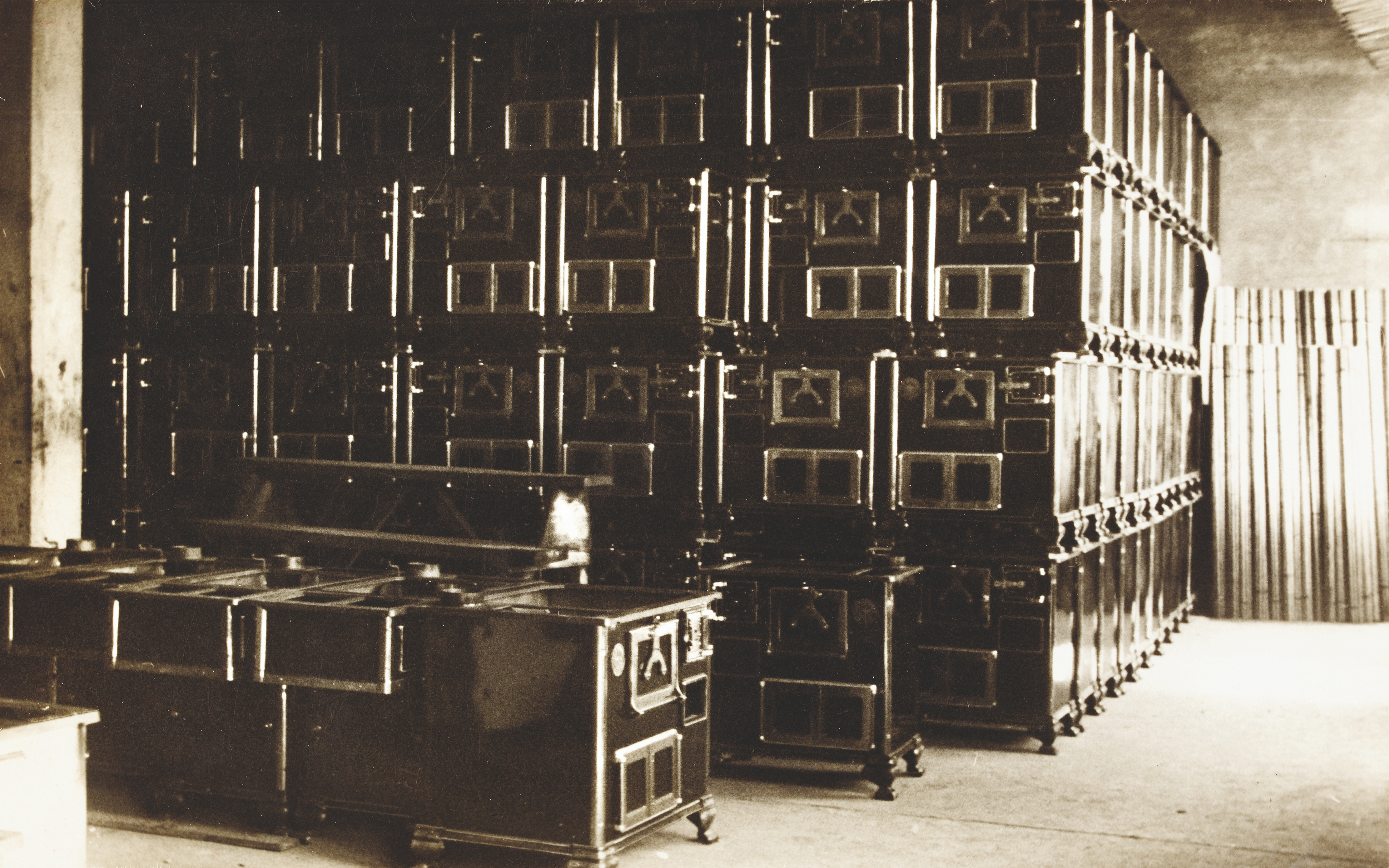
Дровяные печи La Germania в 1930-е годы

Наполеоне ранее работал в автомобильной промышленности Турина и в 1920-х годах представил Bertazzoni серийное производство.  В 1923 году компания приняла торговую марку и логотип Fratelli Bertazzoni.  Три года спустя компания Bertazzoni была аккредитована Торгово-промышленной палатой Реджо-Эмилии.  Компания использовала слоган «В каждом доме» (итал. "In Ogni Casa".) для активного продвижения своих печей под брендом La Germania в межвоенный период. 
Наполеоне Бертаццони умер в 1939 году. После Второй мировой войны Бонфанти взяла кредит, чтобы выкупить бизнес у её родственников, чтобы получить полное право собственности на компанию со своими двумя дочерьми и четырьмя сыновьями. Самым молодым среди них был Франческо Бертаццони, который сменил свою мать на посту руководителя компании в середине 1900-х годов.
Bertazzoni представила свои первые газовые печи для приготовления пищи в 1956 году, но продолжала производить дровяные печи до 1980-х годов. Первая электрическая духовка была представлена в 1975 году, а индукционные варочные панели - в 2005 году. 
Bertazzoni продолжает работать как семейный бизнес. Паоло Бертаццони начал работать в компании в 1981 году. В 1999 году он стал генеральным директором и президентом Bertazzoni в пятом поколении. Его сестра Элизабетта входит в совет директоров. Дочь Паоло Валентина и сын Никола также занимают руководящие должности в компании. Начиная с начала 2000-х годов компания приняла производственную систему Toyota, согласно которой уровень производства диктовался фактическим спросом на рынке, а не доступными производственными мощностями. 

## Производство
Производственные мощности Bertazzoni остаются в Гуасталле, где в 2016 году компания открыла свой главный выставочный зал Casa Bertazzoni. Сначала компания начала экспортировать свою бытовую технику в Манилу, Филиппины, в 1959—1960 годах, а затем предоставила производителю лицензию на местное производство бытовой техники бренда La Germania.  С тех пор три поколения филиппинской семьи сотрудничают с Bertazzoni, чтобы продолжить производство в соответствии с лицензионным соглашением.  В 1990-х годах Bertazzoni вышла на ближневосточный рынок с большими духовыми шкафами, разработанными специально для кухни региона. 
Bertazzoni начала распространять свою продукцию в США в 2005 году. Некоторые из его печей были перепроектированы, чтобы увеличить их размер, чтобы вместить больших индеек, которые традиционно подают на День Благодарения в Соединённых Штатах. К 2007 году продукция Bertazzoni продавалась более чем в 60 странах мира. К 2012 году США были крупнейшим рынком сбыта бытовой техники Bertazzoni.
В 2011 году Bertazzoni начала использовать в своих печах элементы управления с сенсорным экраном, которые включали программные автоматические режимы приготовления. По состоянию на 2012 год печи Bertazzoni выпускаются в восьми ярких цветах, включая два самых популярных цвета: жёлтый и красный, вдохновленные роскошными итальянскими спортивными автомобилями.
С 2015 года Bertazzoni продает свою бытовую технику в четырёх категориях дизайна; серия Professional спроектирована в соответствии с профессиональным стандартом кулинарной индустрии и полностью изготовлена из нержавеющей стали; серия Master предлагает промышленный дизайн для домашнего использования; серия Modern имеет простой современный дизайн со стеклом и оксидированным листовым металлом; а серия Heritage предлагает традиционный стиль декора.  В 2018 году серия Professional от Бертаццони стала лауреатом премии Red Dot Design Award. 
В 2019 году Bertazzoni открыла свой первый австралийский выставочный зал в Южном Мельбурне. Техника Bertazzoni также продается в Канаде и на Филиппинах.